# The Amazing Spider-Man (filme de 1977)
Spider-Man (Brasil: Homem-Aranha - O Filme ) é um telefilme live-action de ação e superaventura  que teve lançado em cinemas no exterior, que serve como piloto para a série de televisão de 1977 The Amazing Spider-Man, é o primeiro filme da série de filmes Homem-Aranha. Foi dirigido por E. W. Swackhamer, escrito por Alvin Boretz, foi estrelado por Nicholas Hammond como personagem titular, David White, Michael Pataki, Jeff Donnell e Thayer David.
No Brasil, foi dublado pelo estúdio Gota Mágica, na qual foi distribuído pela Columbia Pictures.

## Enredo
Peter Parker (Nicholas Hammond), um fotógrafo freelancer para o Clarim Diário, é mordido por uma aranha radioativa e descobre que ganhou superpoderes, como super-força, agilidade e a capacidade de escalar paredes e tetos. Quando um misterioso Guru (Thayer David) coloca as pessoas sob o controle mental para roubar bancos e ameaça fazer dez novaiorquinos cometer suicídio sob seu comando, a menos que a cidade lhe pague US $ 50 milhões, Peter se torna o herói fantasiado Homem-Aranha para parar o diabólico esquema. As coisas tomam uma mudança ruim quando o vilão hipnotiza Peter Parker para ser uma das dez pessoas a saltar de um prédio sob seu comando.

## Elenco
- Nicholas Hammond – Peter Parker / Homem-Aranha
- David White – J. Jonah Jameson
- Michael Pataki – Capitão Barbera
- Hilly Hicks – Joe "Robbie" Robertson
- Lisa Eilbacher – Judy Tyler
- Jeff Donnell – Tia May Parker
- Robert Hastings – Monahan
- Ivor Francis – Professor Noah Tyler
- Thayer David – Edward Byron

## Produção
A famosa seqüência em que o Homem-Aranha se arrasta através de um teto de escritório e salta para a parede foi realizada usando um conjunto complexo de equipamentos e cabos escondidos nas trilhas no teto. Stunt grips levantou o dublê / coordenador de dublês Fred Waugh para o teto, e ele seguiu o corredor através de uma faixa deslizante enquanto a pressão do fio o puxava para cima. A cena em que o Homem-Aranha balança de construção para construção foi extremamente dispendiosa e perigosa e exigiu dois dias de manipulação; Para evitar ter que repetir isso, o golpe foi filmado a partir de vários ângulos de câmera para criar imagens adicionais que poderiam ser usadas em episódios futuros da série de TV.